# Bulbophyllum yunnanense
Bulbophyllum yunnanense är en orkidéart som beskrevs av Robert Allen Rolfe. Bulbophyllum yunnanense ingår i släktet Bulbophyllum och familjen orkidéer. Inga underarter finns listade i Catalogue of Life.